# 김성식 (1938년)
김성식(1938년 11월 3일~2016년 3월 4일)은 대한민국의 정치인이다. 제12대 국회의원을 지냈다.

## 역대 선거 결과
|  | 1.30% |

|  | 9.32% |

|  | 18.17% |

|  | 28.38% |

|  | 19.64% |

|  | 30.01% |

|  | 8.89% |